# 삼성동 아이파크 헬리콥터 충돌 사고
삼성동 아이파크 헬리콥터 충돌 사고 또는 서울 삼성동 헬기 추락사고는 2013년 11월 16일 아침 김포국제공항을 출발하여 잠실로 향하는 헬리콥터가 삼성동 아이파크 아파트 건물로 돌진하여 충돌 및 추락한 항공사고이다.
원래는 잠실 헬리패드에서 LG전자 임원을 태우기 위해 김포공항에서 이륙하여, 시계비행 (이때 일어난 사고는 100% 조종사의 책임이다)을 하며 잠실로 향하던 중 서울특별시 강남구 삼성동 영동대로변에 있는 삼성동 아이파크 아파트 건물로 돌진하여 충돌 및 추락한 항공사고가 일어나 2명의 사망자(기장, 부기장)가 발생했다. 불행 중 다행으로, 아파트 주민들 중 사상자가 없었다.